# لا بأس أن تكون أبيضا

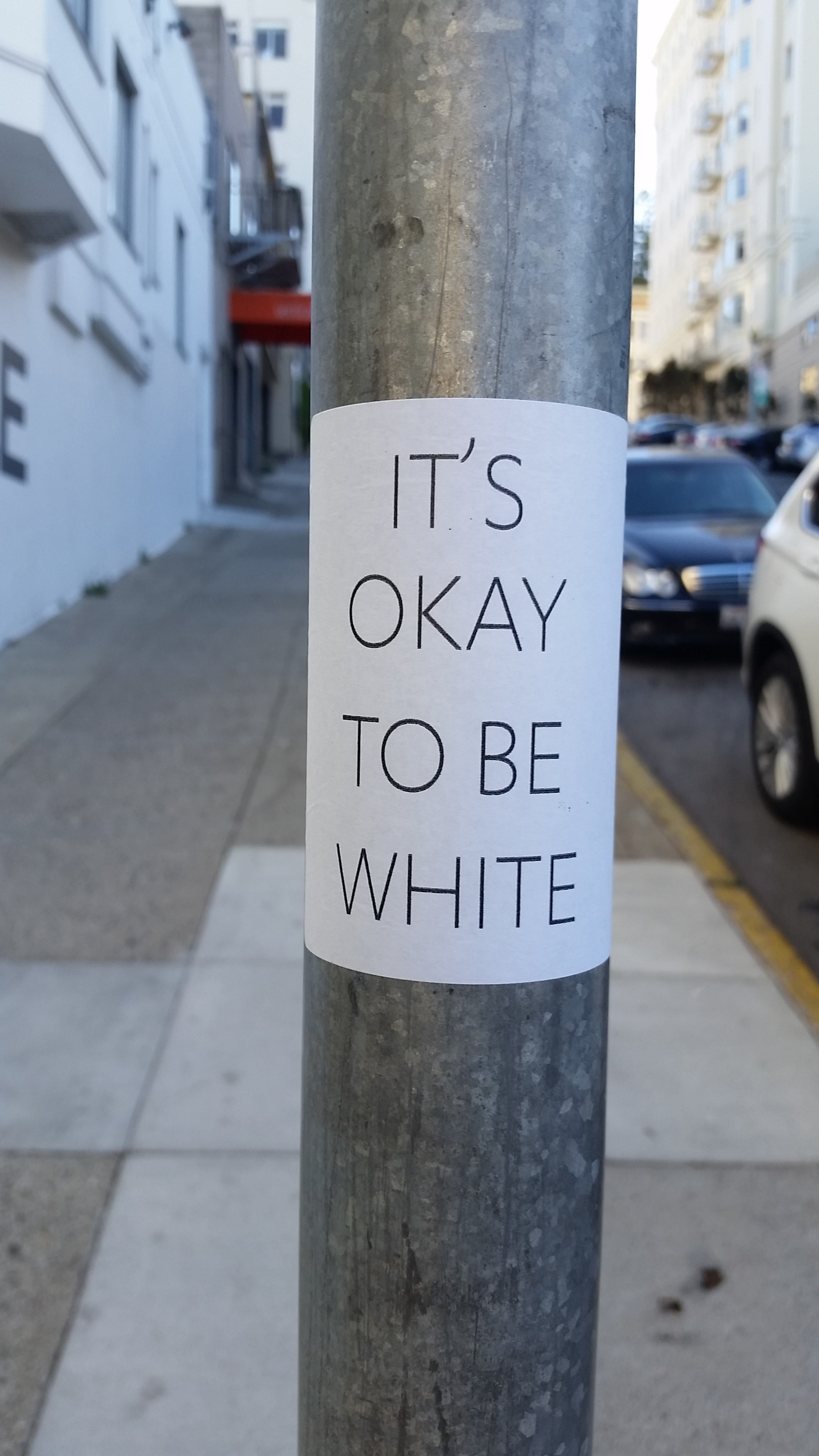
ملصق عليه شعار «لا بأس أن تكون أبيضًا»

لا بأس أن تكون من البيض أو لا بأس أن تكون أبيضًا (بالإنجليزية: It's OK to be white، واختصارًا: IOTBW) هو شعار يستند إلى حملة ملصقات جرى تنظيمها عبر منتدى /بول/ التابع لموقع لوحة الصور الأمريكي فورتشان في عام 2017. وصف مستخدم لمنتدى /بول/ العبارة بإنها بمثابة إثبات لمفهوم أن ما يسمونه رسالة غير مؤذية من شأنه أن يسبب ردة فعل عنيفة عبر وسائل الإعلام. وُضعت إعلانات وملصقات تحمل عبارة «لا بأس بأن تكون أبيضًا» في شوارع الولايات المتحدة وفي حرم الجامعات في الولايات المتحدة وكندا وأستراليا والمملكة المتحدة. نشر هذا الشعار مذيع قناة فوكس نيوز تاكر كارلسون، ومناصرو سيادة البيض، والنازيون الجدد.

## خلفية الأحداث
كان اقتراح استخدام الملصقات التي تحمل هذا القول قد ظهر على منتدى /بول/ التابع للموقع الإلكتروني فورتشان، وذلك بقصد إثارة ردود فعل. في وقت لاحق، نشرت هذه المقولة جماعات النازيين الجدد وجماعات سيادة البيض المنظمين على نحو سياسي، بما في ذلك القائد السابق لحركة الكو كلوكس كلان ديفيد ديوك وصحيفة ذا ديلي ستورمر. يذكر تقرير لرابطة مكافحة التشهير أن لهذه العبارة تاريخًا داخل حركة سيادة البيض يرجع إلى عام 2001، وذلك عندما استُخدمت العبارة كعنوان لأغنية لأحدى فرق موسيقى القوة البيضاء تسمى أجريسف فورس (القوة الغاشمة)، بالإضافة إلى منشورات لهذه العبارة نُشرت في عام 2005، والشعار الذي استخدمه عضو من أعضاء منظمة كو كلوكس كلان المتحدة الأمريكية.

## رد الفعل
جرى تمزيق وإتلاف العديد من المنشورات، واتهم البعض الملصقات بأنها عنصرية مبطنة، وبأنها تعبر عن القومية البيضاء، في حين جادل آخرون، مثل جيف غيلوري، المدير التنفيذي لقسم المساواة والتنوع في جامعة ولاية واشنطن، بأنها عبارة لا تشكل تهديدًا.